# William C. Durant
William Crapo "Billy" Durant, född 8 december 1861 i Boston, Massachusetts, död 18 mars 1947 i  Flint, Michigan, var en amerikansk företagsledare inom bilindustrin. Han är mest känd som grundare av General Motors och Chevrolet.

## Biografi
Durant började som försäljare i Flint. 1885 startade han och en kompanjon vagnstillverkaren Durant-Dort Carriage Company, som växte till en av världens största. 

### General Motors
1904 gav sig Durant in i bilbranschen, när han köpte Buick Motor Company som hade ekonomiska problem. När Durant kom in i bilden hade Buick sålt ett tiotal bilar. Under Durant växte Buick till USA:s näst största biltillverkare. Durant var en fantastisk försäljare och Alfred P. Sloan påstod att han hade förmågan att ”prata ned fåglar från träden”.
Durant började köpa upp Buicks underleverantörer och även andra företag kopplade till bilbranschen. 1908 samlade han dessa i sitt nya företag General Motors. Senare samlades även Buick och andra tillverkare som Cadillac, Oakland och Oldsmobile under GM. Däremot genomförde Durant aldrig någon samordning mellan bolagen. Wilfred Leland, som tillsammans med sin far Henry ledde Cadillac, kallade Durant ”en lysande entreprenör och innovatör, men en usel administratör”. Durant skrämde GM:s finansiärer med sina till synes planlösa uppköp och 1910 tvingades han bort från företaget.

### Chevrolet
Durant lät sig inte nedslås av motgången och 1911 startade han Chevrolet tillsammans med Louis Chevrolet, en test- och racerförare som han träffat hos Buick. Durant byggde upp Chevrolet till en konkurrent till Ford. Försäljningen gick lysande och 1916 kunde Durant ta tillbaka kontrollen över General Motors. 1918 inlemmades Chevrolet i GM.
Tillbaka hos GM återgick Durant till sin vana att köpa på sig nya företag. Under recessionen efter första världskriget ledde detta till att GM hamnade i akut ekonomiskt trångmål och Durant tvingades för andra gången bort från företaget, den här gången för gott.

### Durant Motors
Durant var snart tillbaka i bilbranschen och bildade Durant Motors genom att köpa upp tillverkare som Star, Flint och Locomobile.  Han startade även ett märke under eget namn, Durant. Under det glada 1920-talet blev Billy Durant en storaktör på börsen. Vid Wall Street-kraschen 1929 tillhörde han dem som försökte hålla uppe förtroendet för börsen genom att köpa stora mängder aktier till överpris. Detta ledde till slut till att Durant blev ruinerad. Durant Motors, som genererat stadiga vinster under tjugotalet överlevde inte den stora depressionen utan gick omkull 1933.
Efter depressionsåren drev Durant en bowlinghall i hemstaden Flint. Alfred P. Sloan såg till att han fick en liten pension från GM fram till sin död.